# هينريتش غوستاف فرديناند هولم
هينريتش غوستاف فرديناند هولم (بالدنماركية: H.G.F. Holm)‏ هو رسام دنماركي، ولد في 23 أبريل 1803 في برلين في ألمانيا، وتوفي في 1 مايو 1861 في كوبنهاغن في الدنمارك.

## معرض صور

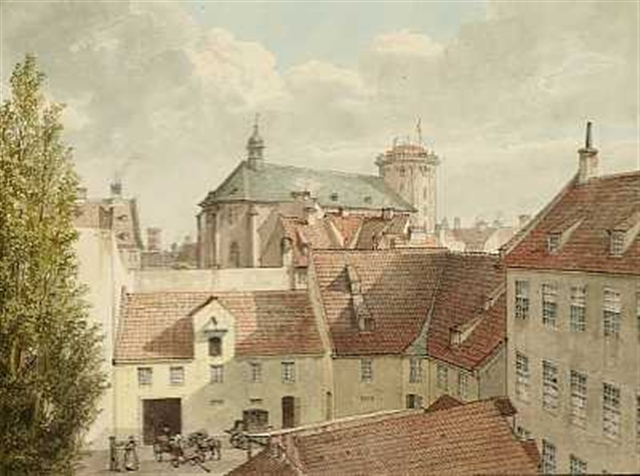
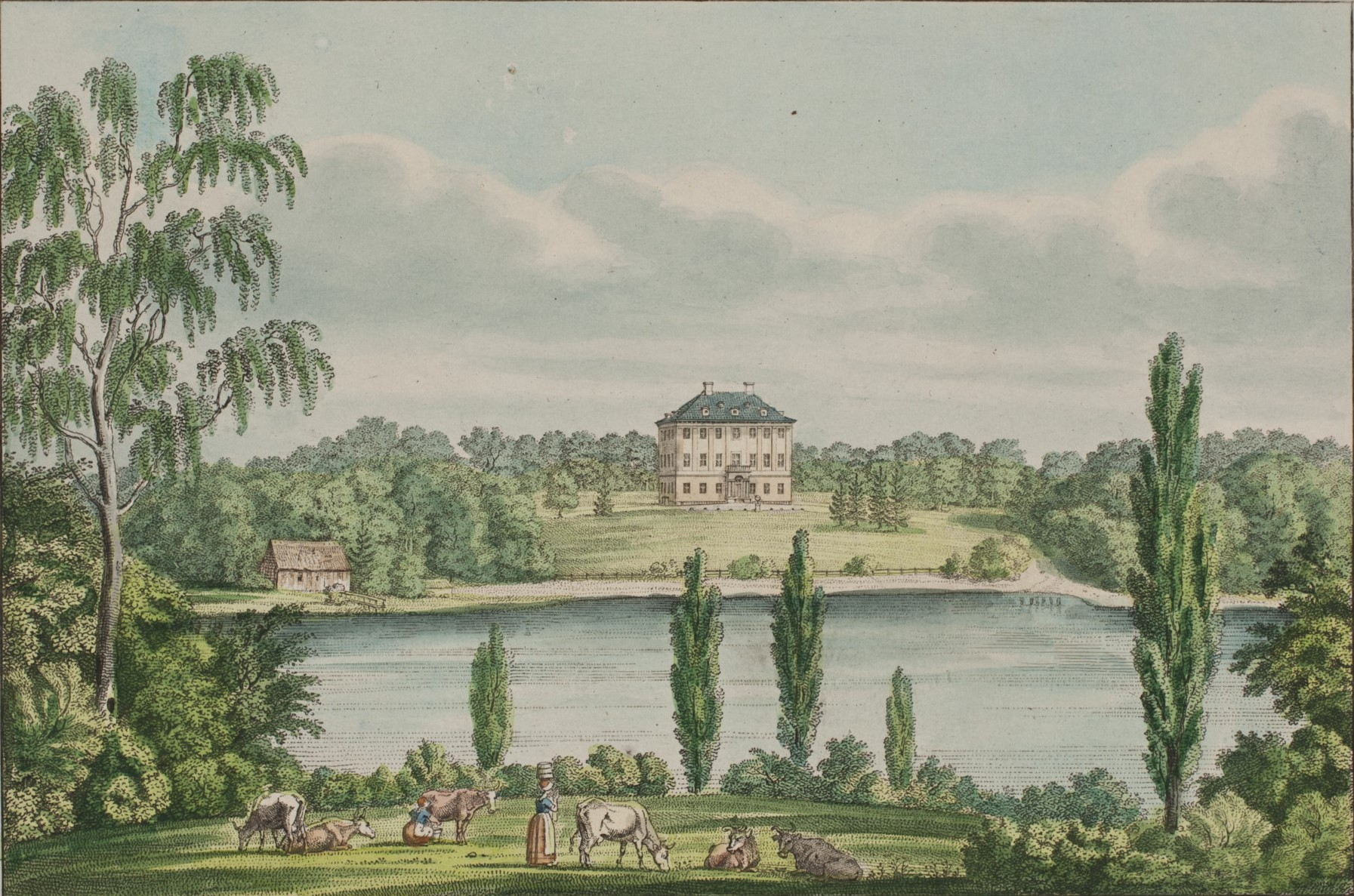
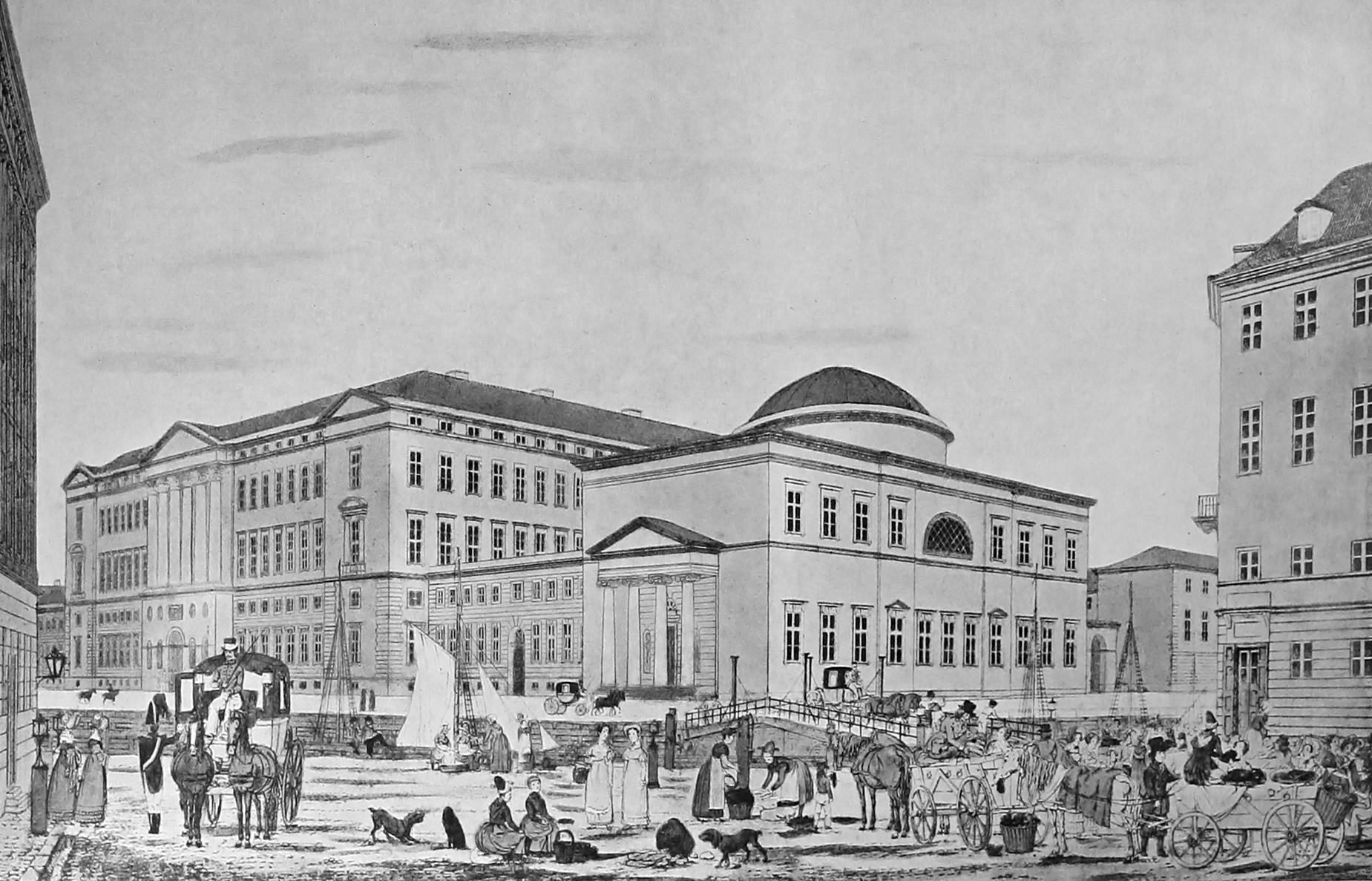
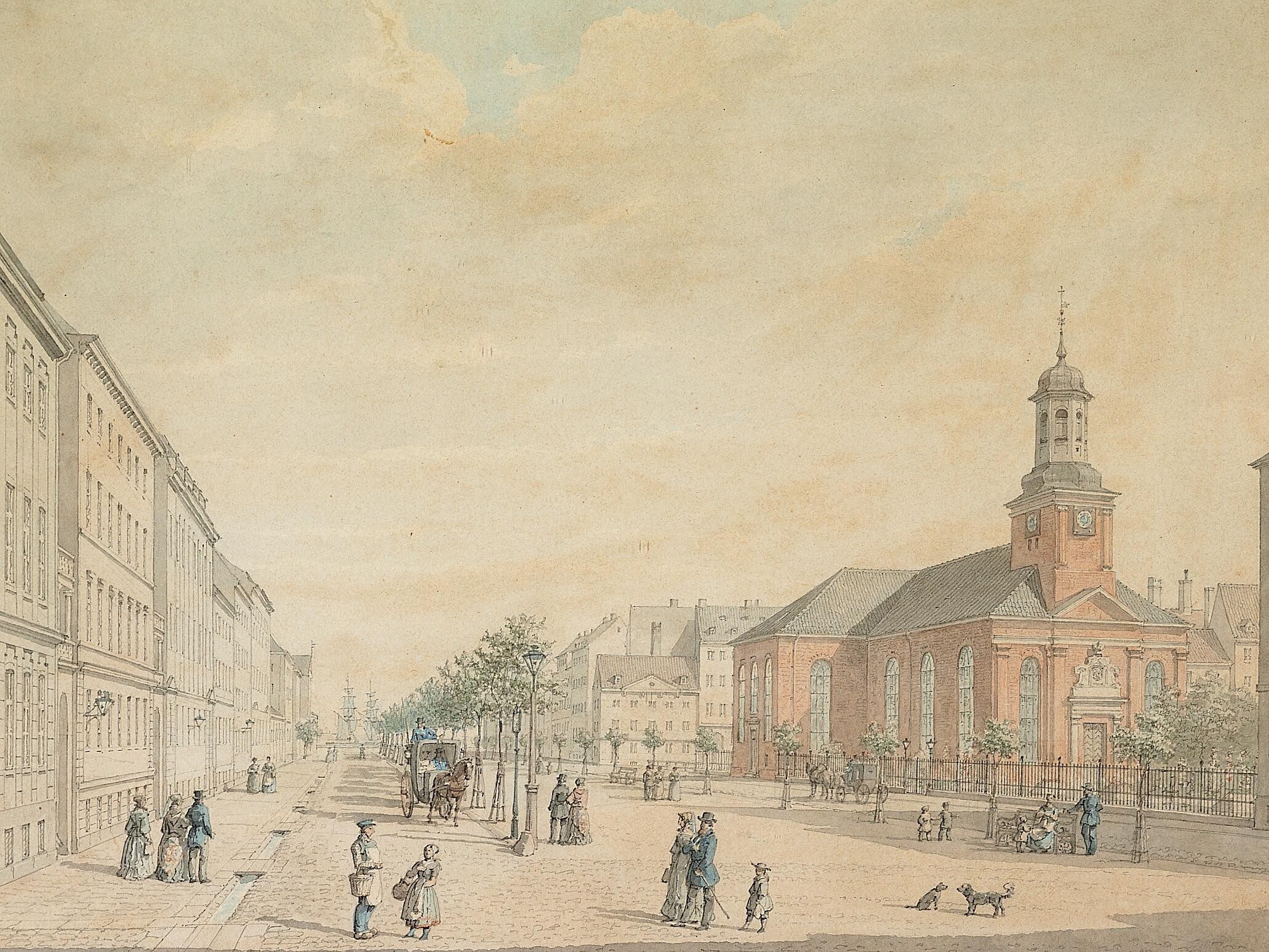
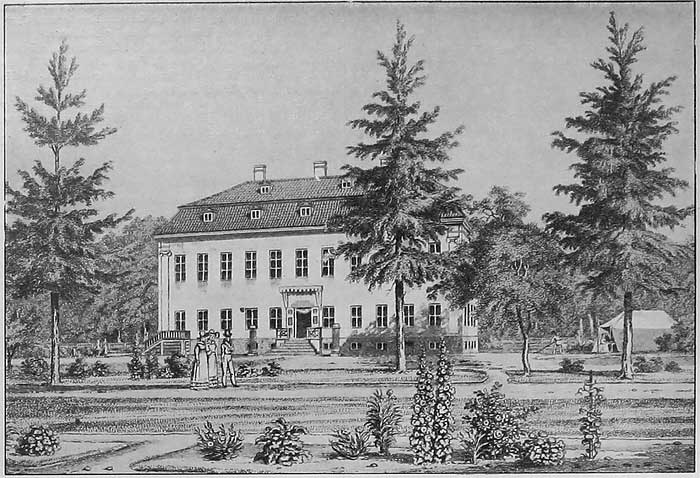